# 425
| [ Edytuj tabelę ] |                                         |
| Cesarz Bizancjum  | - 408 Teodozjusz II 450                 |
| Król Franków      | - 420 Faramund 426                      |
| Władca Guptów     | - 414 Kumaragupta 455                   |
| Władca Korei      | - 413 Changsu 491                       |
| Papież            | - 422 Celestyn I 432                    |
| Król Persji       | - 420 Bahram V 439                      |
| Cesarz Rzymu      | - 423 Jan 425 - 425 Walentynian III 455 |
| Król Wandalów     | - 406 Gunderyk 428                      |
| Król Wizygotów    | - 419 Teodoryk I 451                    |

Rok 425 / CDXXV
stulecia: IV wiek ~
V wiek ~
VI wiek

lata: 415 «
420 «
421 «
422 «
423 «
424 «
425
» 426
» 427
» 428
» 429
» 430
» 435

## Wydarzenia
- 23 października – Walentynian III został w wieku 6 lat cesarzem zachodniorzymskim, faktyczne rządy w Rzymie w imieniu małoletniego objęła jego matka Galla Placydia.
- Ostatnie znane użycie pisma demotyckiego wypartego później przez grekę.